# Alpin kombination
Alpin kombination är en tävlingsform inom alpin skidsport. Tävlingsformen kombinerar den kraft- och uthållighetskrävande grenen störtlopp och den tekniskt krävande grenen slalom, två väldigt olika typer av skidåkning. Tävlingen bestod ursprungligen av ett åk störtlopp och två slalomåk som tillsammans utgör den separata grenen alpin kombination. Antalet världscuptävlingar i kombination varierar från år till år. Grenen har arrangerats under världsmästerskap och olympiska vinterspel sedan 1936 i Garmisch-Partenkirchen.
På senare år har alpin superkombination blivit vanligare. Superkombinationen består av ett störtlopp eller super-G och endast ett slalomåk. Detta gör att störtloppsspecialisterna ges större chans att vinna än vid vanlig alpin kombination.
Den första världscupdeltävlingen i alpin superkombination hölls på herrsidan den 14 januari 2005 i Wengen, Schweiz och vanns av Benjamin Raich, Österrike och på damsidan den 27 februari 2005 i San Sicario, Italien och vanns av Janica Kostelić, Kroatien.
Superkombination ersatte kombination på det olympiska programmet 2010 i Vancouver.
I maj 2017 meddelade FIS att den alpina kombinationen avskaffas inför säsongen 2020–2021 för att ersättas av fler parallelltävlingar.

### Fotnoter
1. ↑  ”Inside Alpine Skiing” (på engelska). NBC. 10 mars 2010. Arkiverad från originalet den 3 mars 2014. https://web.archive.org/web/20140303105520/http://i.nbcolympics.com/alpine-skiing/insidethissport/glossary/newsid%3D261166.html. Läst 10 april 2016.
2. ↑  Ellen Hellmark (23 maj 2017). ”Alpin kombination försvinner”. Sveriges radio sport. http://sverigesradio.se/sida/artikel.aspx?programid=179&artikel=6702790. Läst 23 maj 2017.